# Mason Reef
Mason Reef är ett rev på Stora barriärrevet i Australien. Det ligger utanför Kap Yorkhalvön i delstaten Queensland.  